# Carl Wedl
Carl Wedl (Viena, 14 de octubre de 1815 - 21 de septiembre de 1891) fue un patólogo austríaco.

## Semblanza
Practicó la medicina en Bad Ischl y Salzburgo, y, más tarde fue profesor de histología en la Universidad de Viena. Algunos de sus discípulos más conocidos fueron Heinrich Auspitz (1834-1885), Moritz Kaposi (1837-1902) y Salomon Stricker (1834-1898). 
Wedl es recordado por su gran trabajo en patología e histología microscópica. Hizo importantes contribuciones en los campos de la helmintología, dermatología y oftalmología, y fue uno de los primeros médicos en aplicar la teoría celular para la patología del ojo. El epónimo "células Wedl" se nombran en honor a él.
Wedl fue autor de numerosos libros.

## Obras
- Beiträge zur Lehre von den Hämatozoen, 1850
- Beiträge zur zweibuckeligen Kameeles (Camelus bactrianus), 1852 (con Franz Müller)
- Grundzüge der pathologischen Histologie, 1854 (Rudimentos de Histología Patológica), traducido al inglés y editado por George Busk como "Rudiments of Pathological Histology", 1855
- Über das Nervensystem der Nematoden1855
- Über einige Nematoden, 1856
- Charakteristik mehrerer Grössentheils neuer Tänien, 1856
- Über ein in den Magen Rindes Vorkommendes Epiphyt de 1858
- Anatomische Beobachtungen über Trematodende 1858
- Über die Bedeutung der in den Schalen von manchen Acephalen und Gasteropoden vorkommenden Canäle, 1859
- Beiträge zur Pathologie der Blutgefässe, 1859
- Über einen im Zahnbein und Knochen keimenden Pilz, 1864
- Atlas zur Pathologie der Zähne, 1869 (Atlas de patología de los dientes), (con Moriz Heider)
- Über die Haut-Sensibilitätsbezirke der einzelnen Rückenmarksnervenpaare, 1869 (con Ludwig Turck)
- Histologische Mittheilungen. Anatomía MILZ zur der, 1871
- Pathologie der Zähne, mit besonderer Rücksicht auf Anatomie und Physiologie, 1872 (Patología de los dientes, con especial referencia a su anatomía y fisiología), traducido al inglés por W.E. Boardman (con notas de T.B. Hitchcock) como "The pathology of the teeth, with special reference to their anatomy and physiology", 1872.
- Zur pathologischen Anatomie des Glaukoms, 1882
- Der Aberglaube Naturwissenschaften und die, 1883
- Pathologische Anatomie des Augesde 1886